# Encarta
Encarta — электронная мультимедийная энциклопедия, выпускавшаяся корпорацией Майкрософт с 1993 по 2009 год. Последняя, наиболее полная версия Encarta Premium DVD 2009, выпущенная в 2008 году, содержит более 62 тысяч статей, разнообразную статистическую информацию, множество изображений, фрагментов видео, исторических карт, встроенный словарь и интерактивную карту мира (только в комплекте premium; масштаб в 1 см 5 км, для районов мегаполисов более крупный), которая ранее выпускалась отдельным изданием (Microsoft Encarta World Atlas). Была доступна подписка на ежегодно присылаемые DVD или комплекты CD.
Помимо англоязычной версии, выпускалась немецкая, французская, испанская, голландская, итальянская и японская локализации, а также бразильская (с 1999 года не обновляется). Содержание версий на разных языках могло различаться. В частности, голландская версия содержит статьи местной энциклопедии Winkler Prins, изданной ранее.

## История
Майкрософт начала разработку энциклопедии, купив права (non-exclusive) на издание Funk and Wagnalls Encyclopedia. Первая версия Microsoft Encarta была представлена в марте 1993 года.
В конце 1990-х годов были куплены права на издание электронной версии Энциклопедии Кольера и New Merit Scholar's Encyclopedia, содержание которых также было включено в Encarta.
31 октября 2009 года все языковые разделы Encarta, кроме японского, были закрыты. Японский раздел закрылся 31 декабря 2009 года.

## Варианты продукта
Выпускались версии standard — порядка 41 тыс. статей, доступны в сети, — и premium — 62 тыс. статей, видеофрагменты, 3d-модели известных исторических объектов, таких как Афинский Акрополь, интерактивная карта мира, содержащая 1,8 миллиона местоуказателей, детская обучающая система Encarta Kids.
Ранее выпускалась версия Reference Library, более дорогостоящая, чем premium, но в 2005 году её содержимое было включено в последнюю.
С 2005 года выпускался продукт Microsoft Student, который содержал и Encarta, и инструменты для работы с Microsoft Office.

## Редактирование пользователями
Начиная с 2005 года сетевые пользователи Encarta могли предлагать изменения для энциклопедических статей. Эти изменения вносились не непосредственно, а использовались редакцией энциклопедии. Работа пользователей осуществлялась на безвозмездной основе.